# Kleiner Wannsee
Der Kleine Wannsee liegt im Süden des Berliner Bezirks Steglitz-Zehlendorf im Ortsteil Wannsee, südwestlich der Wannseebrücke. Als Bestandteil der Bundeswasserstraße Griebnitzkanal, die rechtlich zum Teltowkanal gehört, stellt er die Verbindung zwischen dem Großen Wannsee und dem Pohlesee dar. Er wird zum Pohlesee hin durch die Halbinsel Wehrhorn abgegrenzt. Das Wasser fließt vorwiegend vom Teltowkanal über den Kleinen Wannsee in den Großen Wannsee, aber auch umgekehrt. Zuständig ist das Wasserstraßen- und Schifffahrtsamt Spree-Havel.
Am Ufer befinden sich neben dem Kleist-Grab und einigen Ruderklubs überwiegend repräsentative Anwesen auf stark begrünten Grundstücken. Da die jeweiligen Ufergrundstücke Privateigentum sind, gibt es keinen öffentlich zugänglichen Uferweg.

## Geschichte
Vor der Anlage der ab 1869 durch den Bankier Wilhelm Conrad realisierten Villenkolonie Alsen trug der Kleine Wannsee zusammen mit dem Pohlesee den Namen Stolpsches Loch bzw. Stolper Loch – nach dem westlich gelegenen Dorf Stolpe. Wegen dieses wenig repräsentativen Namens erfolgte die Umbenennung, wobei der damals als Wannsee bezeichnete See zum Großen Wannsee wurde.

## Kleist-Grab

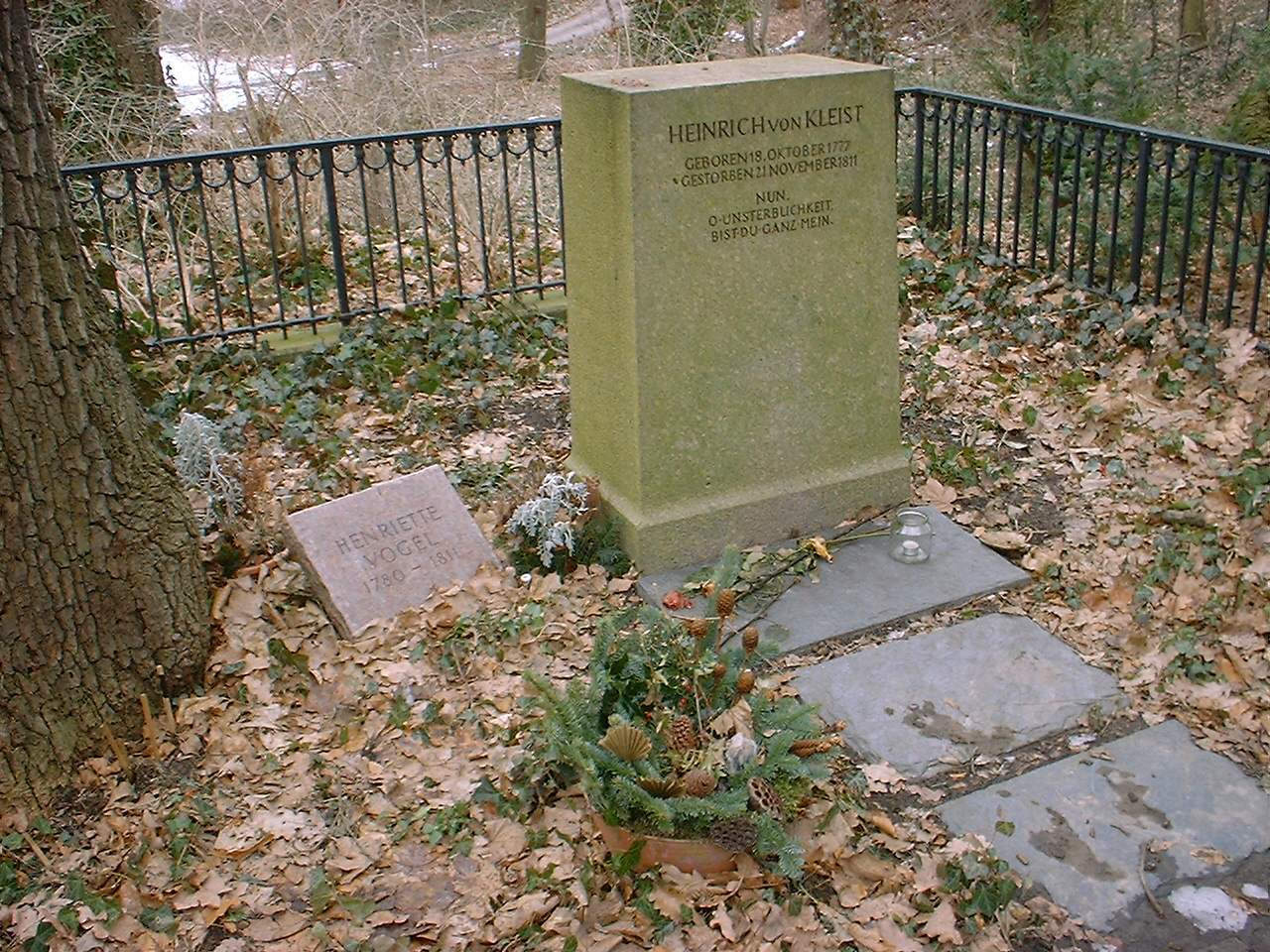
Das Grab Heinrich von Kleists vor seiner 2011 erfolgten Renovierung

Das Grab von Heinrich von Kleist und Henriette Vogel befindet sich unterhalb der Bismarckstraße am Kleinen Wannsee. Es wurde nach einem von der Kulturstiftung des Bundes ausgeschriebenen Wettbewerb neu gestaltet. Dank einer Spende der Berliner Verlegerin Ruth Cornelsen (Cornelsen Kulturstiftung) und Zuschüssen der Bundeskulturstiftung sowie des Berliner Senats wurden das Grabmal und seine Umgebung zum 200. Todestag Kleists im Jahr 2011 renoviert und mit Informationstafeln ausgestattet. Der 1936 aufgestellte Grabstein aus Granit und ein schmiedeeisernes kniehohes Eisengitter als Einfriedung blieben erhalten.

## Sport
Am Kleinen Wannsee befinden sich in Richtung Pohlesee aus hin zum Großen Wannsee folgende vier Ruderklubs:
- Schülerinnen Ruderverband am kleinen Wannsee e. V.[6]
- Astoria Rudergemeinschaft (i. d. Berliner Turnerschaft)[7]
- Berliner Ruder-Club[8]
- Schülerruderverband Wannsee e. V.[9]